# Чемпіонат Франції з тенісу 1892
Чемпіонат Франції з тенісу 1892 — другий розіграш Відкритого чемпіонату Франції. Титул в одиночному розряді здобув Жан Шопфер, а у парному — Ж. Гаве та Діаз Альбертіні

## Чоловіки

### Одиночний розряд
Жан Шопфер переміг у фіналі  Френсіса Фассита 6-2, 1-6, 6-2

### Парний розряд
Ж. Гаве /  Діаз Альбертіні перемогли у фіналі пару  Кушеваль-Кларіні /  Ж. де Кандамо